# Edamame
Gli Edamame sono fagioli di soia acerbi, usati nella gastronomia di Cina e Giappone.

## Etimologia
Il nome giapponese edamame (枝豆?) significa letteralmente "fagiolo dello stelo" (eda = "ramo" o "stelo" + mame = "fagiolo"), perché i fagioli vengono di solito lessati mentre sono ancora attaccati allo stelo. Il nome si riferisce sia al legume che alla pietanza.
Talvolta la pietanza è nota e commercializzata con il nome di "adamame".

## Preparazione
I fagioli vengono lessati o cotti al vapore senza essere estratti dal baccello e serviti raffreddati o talvolta caldi. Il sistema più comune è di raffreddarli, cospargerli di sale, prenderne uno con entrambe le mani, portare il lato concavo sulle labbra e schiacciare il baccello facendo entrare in bocca il fagiolo. I fagioli vengono mangiati mentre il baccello viene scartato. Nella tradizione giapponese viene utilizzato il sale marino naturale chiamato arajio.

## Consumo

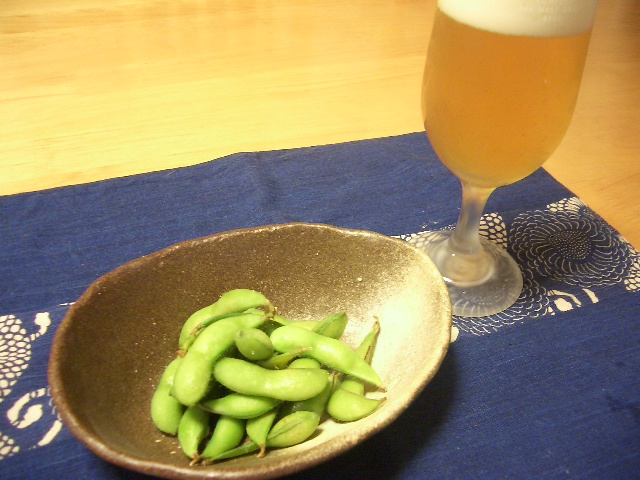
Edamame e birra giapponese

In Giappone vengono spesso consumati come spuntino ed accompagnati con la birra.
Al di fuori dell'estremo oriente l'edamame si trova talvolta nei ristoranti giapponesi e cinesi: nei ristoranti giapponesi è spesso servito per accompagnare un aperitivo.
La produzione di edamame negli Stati Uniti e nel Regno Unito si è diffusa nel XX secolo, mentre in Italia nei primi anni del XXI secolo veniva prodotto in quantità limitata solo nella zona del delta del Po. In Italia possono essere acquistati per lo più surgelati.